# Sezonul de Formula 1 din 1951

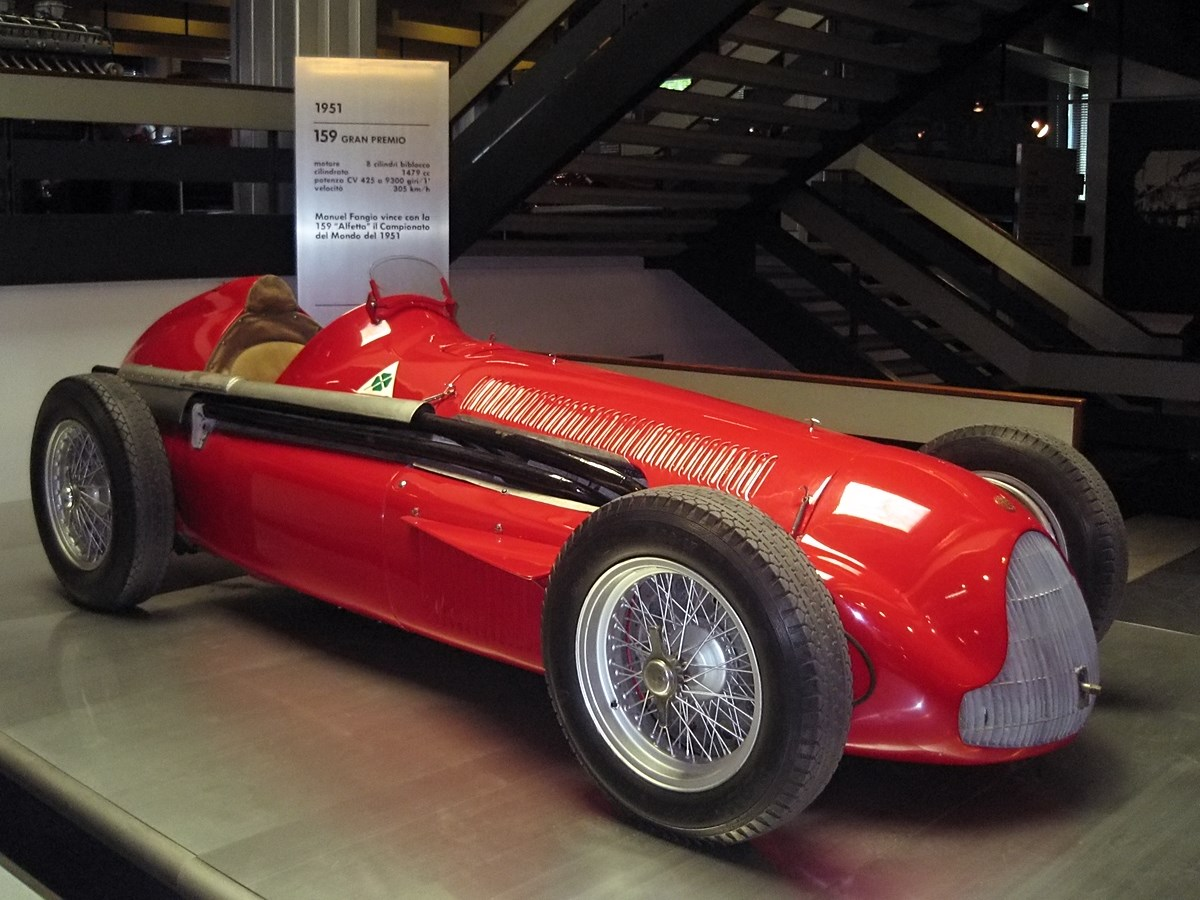
În 1951, Alfa Romeo a câștigat patru din cele opt curse ale Campionatului Mondial cu modelul 159

Sezonul de Formula 1 din 1951 a fost cel de-al cincilea sezon al curselor auto de Formula 1 FIA, și a inclus cea de-a doua ediție a Campionatului Mondial al Piloților. Sezonul a fost disputat pe parcursul a opt curse, începând cu Marele Premiu al Elveției pe 27 mai și terminându-se cu Marele Premiu al Spaniei pe 28 octombrie. În cadrul acestui sezon s-au mai derulat și alte 14 curse în care s-a permis accesul mașinilor de Formula 1, curse ce nu au contat în clasamentul Campionatului Mondial.
Argentinianul Juan Manuel Fangio, conducând pentru Alfa Romeo, și-a câștigat primul dintre cele cinci titluri ale sale obținute în carieră.

## Rezumatul sezonului
Noua mașină construită de Ferrari dispunea de un motor de 4,5 litri normal aspirat. Astfel, Ferrari a devenit contracandidata celor de la Alfa Romeo. Aceștia din urmă se aflau la sfârșitul perioadei de dezvoltare. Cu toate acestea, Alfa Romeo a câștigat 4 din cele 7 curse europene, Fangio devenind campion mondial. Cele 3 victorii ale piloților de la Ferrari n-au făcut decât să le strice finalul de sezon. Echipa BRM n-a mai avut decât o singură apariție: la Silverstone, unde au participat cu un motor V16. Mașinile lente și învechite ale celor de la Talbot au început să fie din ce în ce mai depășite.
Primii 5 piloți la finalul fiecărei curse au primit puncte (8, 6, 4, 3, 2). Câte un punct a fost acordat pentru cel mai rapid tur de pistă. În clasamentul Campionatului Mondial s-au reținut doar cele mai bune 4 clasări ale fiecărui pilot. Pentru piloții care și-au împârțit participarea într-o cursă, punctele s-au împărțit și ele, dar în mod egal, indiferent de câte tururi a condus fiecare.

## Piloții și echipele înscrise în campionat
Următorii piloți și constructori au participat în Campionatul Mondial al Piloților din 1951.
| Imagine                | Concurent                  | Constructor   | Motor                  | Șasiu   | Pneu | Piloți                     | Piloți       |
| ---------------------- | -------------------------- | ------------- | ---------------------- | ------- | ---- | -------------------------- | ------------ |
| Imagine                | Concurent                  | Constructor   | Motor                  | Șasiu   | Pneu | Numele pilotului           | Etape        |
| Alfa Romeo 159 Alfetta | Alfa Romeo SpA             | Alfa Romeo    | Alfa Romeo 158 1,5 L8s | 159     | P    | Giuseppe Farina            | 1, 3-8       |
| Alfa Romeo 159 Alfetta | Alfa Romeo SpA             | Alfa Romeo    | Alfa Romeo 158 1,5 L8s | 159     | P    | Juan Manuel Fangio         | 1, 3-8       |
| Alfa Romeo 159 Alfetta | Alfa Romeo SpA             | Alfa Romeo    | Alfa Romeo 158 1,5 L8s | 159     | P    | Toulo de Graffenried       | 1, 7-8       |
| Alfa Romeo 159 Alfetta | Alfa Romeo SpA             | Alfa Romeo    | Alfa Romeo 158 1,5 L8s | 159     | P    | Consalvo Sanesi            | 1, 3-5       |
| Alfa Romeo 159 Alfetta | Alfa Romeo SpA             | Alfa Romeo    | Alfa Romeo 158 1,5 L8s | 159     | P    | Luigi Fagioli              | 4            |
| Alfa Romeo 159 Alfetta | Alfa Romeo SpA             | Alfa Romeo    | Alfa Romeo 158 1,5 L8s | 159     | P    | Felice Bonetto             | 5-8          |
| Alfa Romeo 159 Alfetta | Alfa Romeo SpA             | Alfa Romeo    | Alfa Romeo 158 1,5 L8s | 159     | P    | Paul Pietsch               | 6            |
|                        | Joe Kelly                  | Alta          | Alta 1,5 L4s           | GP      | D    | Joe Kelly                  | 5            |
| BRM P15                | BRM Ltd                    | BRM           | BRM P15 1,5 V16s       | P15     | D    | Reg Parnell                | 5, 7         |
| BRM P15                | BRM Ltd                    | BRM           | BRM P15 1,5 V16s       | P15     | D    | Peter Walker               | 5            |
| BRM P15                | BRM Ltd                    | BRM           | BRM P15 1,5 V16s       | P15     | D    | Ken Richardson             | 7            |
| BRM P15                | BRM Ltd                    | BRM           | BRM P15 1,5 V16s       | P15     | D    | Hans Stuck                 | 7            |
| ERA B-Type             | Bob Gerard                 | ERA           | ERA 1,5 L6s            | B-Type  | D    | Bob Gerard                 | 5            |
| ERA B-Type             | Brian Shawe-Taylor         | ERA           | ERA 1,5 L6s            | B-Type  | D    | Brian Shawe-Taylor         | 5            |
| Ferrari 375            | Scuderia Ferrari           | Ferrari       | Ferrari 375 4,5 V12    | 375     | D P  | Peter Whitehead            | 1            |
| Ferrari 375            | Scuderia Ferrari           | Ferrari       | Ferrari 375 4,5 V12    | 375     | D P  | Luigi Villoresi            | 1, 3-8       |
| Ferrari 375            | Scuderia Ferrari           | Ferrari       | Ferrari 375 4,5 V12    | 375     | D P  | Alberto Ascari             | 1, 3-8       |
| Ferrari 375            | Scuderia Ferrari           | Ferrari       | Ferrari 375 4,5 V12    | 375     | D P  | Piero Taruffi              | 1, 3, 6-8    |
| Ferrari 375            | Scuderia Ferrari           | Ferrari       | Ferrari 375 4,5 V12    | 375     | D P  | José Froilán González      | 4-8          |
|                        | HW Motors                  | HWM           | Alta 2.0 L4s           | 51      | D    | George Abecassis           | 1            |
| Stirling Moss          | HW Motors                  | HWM           | Alta 2.0 L4s           | 51      | D    | 1                          |              |
| Maserati 4CL           | Enrico Platé               | Maserati      | Maserati 4CLT 1,5 L4s  | 4CLT/48 | P    | Louis Chiron               | 1            |
| Maserati 4CL           | Enrico Platé               | Maserati      | Maserati 4CLT 1,5 L4s  | 4CLT/48 | P    | Harry Schell               | 1, 4         |
| Maserati 4CL           | Enrico Platé               | Maserati      | Maserati 4CLT 1,5 L4s  | 4CLT/48 | P    | Toulo de Graffenried       | 4, 6         |
| Maserati 4CL           | Scuderia Milano            | Maserati      | Speluzzi 1,5 L4        | 4CLT/50 | P    | Onofre Marimón             | 4            |
| Maserati 4CL           | Scuderia Milano            | Maserati      | Speluzzi 1,5 L4        | 4CLT/50 | P    | Paco Godia                 | 8            |
| Maserati 4CL           | Scuderia Milano            | Maserati      | Speluzzi 1,5 L4        | 4CLT/50 | P    | Juan Jover                 | 8            |
| Maserati 4CL           | Scuderia Ambrosiana        | Maserati      | Maserati 4CLT 1,5 L4s  | 4CLT/48 | D    | David Murray               | 5-6          |
| Maserati 4CL           | John James                 | Maserati      | Maserati 4CLT 1,5 L4s  | 4CLT/48 | D    | John James                 | 5            |
| Maserati 4CL           | Philip Fotheringham-Parker | Maserati      | Maserati 4CLT 1,5 L4s  | 4CL     | D    | Philip Fotheringham-Parker | 5            |
| Maserati 4CL           | Antonio Branca             | Maserati      | Maserati 4CLT 1,5 L4s  | 4CLT/48 | P    | Toni Branca                | 6            |
| Maserati 4CL           | Prințul Bira               | Maserati      | OSCA 4500 4,5 V12      | 4CLT/48 | P    | Prințul Bira               | 8            |
|                        | OSCA Automobili            | OSCA          | OSCA 4500 4,5 V12      | 4500G   | P    | Franco Rol                 | 7            |
| Simca-Gordini 11       | Equipe Gordini             | Simca-Gordini | Gordini 15C 1,5 L4s    | 15 11   | E    | Robert Manzon              | 4, 6-8       |
| Simca-Gordini 11       | Equipe Gordini             | Simca-Gordini | Gordini 15C 1,5 L4s    | 15 11   | E    | Maurice Trintignant        | 4, 6, 8      |
| Simca-Gordini 11       | Equipe Gordini             | Simca-Gordini | Gordini 15C 1,5 L4s    | 15 11   | E    | André Simon                | 4, 6-8       |
| Simca-Gordini 11       | Equipe Gordini             | Simca-Gordini | Gordini 15C 1,5 L4s    | 15 11   | E    | Aldo Gordini               | 4            |
| Simca-Gordini 11       | Equipe Gordini             | Simca-Gordini | Gordini 15C 1,5 L4s    | 15 11   | E    | Jean Behra                 | 7            |
| Talbot-Lago T26C       | Ecurie Belge               | Talbot-Lago   | Talbot 23CV 4,5 L6     | T26C    | D    | Johnny Claes               | 1, 3-8       |
| Talbot-Lago T26C       | Philippe Étancelin         | Talbot-Lago   | Talbot 23CV 4,5 L6     | T26C    | D    | Philippe Étancelin         | 1, 3-4, 6, 8 |
| Talbot-Lago T26C       | Yves Giraud-Cabantous      | Talbot-Lago   | Talbot 23CV 4,5 L6     | T26C    | D    | Yves Giraud-Cabantous      | 1, 3-4, 6-8  |
| Talbot-Lago T26C       | Yves Giraud-Cabantous      | Talbot-Lago   | Talbot 23CV 4,5 L6     | T26C    | D    | Guy Mairesse               | 1, 4         |
| Talbot-Lago T26C       | Ecurie Rosier              | Talbot-Lago   | Talbot 23CV 4,5 L6     | T26C    | D    | Louis Rosier               | 1, 3-8       |
| Talbot-Lago T26C       | Ecurie Rosier              | Talbot-Lago   | Talbot 23CV 4,5 L6     | T26C    | D    | Henri Louveau              | 1            |
| Talbot-Lago T26C       | Ecurie Rosier              | Talbot-Lago   | Talbot 23CV 4,5 L6     | T26C    | D    | Louis Chiron               | 3-8          |
| Talbot-Lago T26C       | José Froilán González      | Talbot-Lago   | Talbot 23CV 4,5 L6     | T26C    | D    | José Froilán González      | 1            |
| Talbot-Lago T26C       | Ecurie Belgique            | Talbot-Lago   | Talbot 23CV 4,5 L6     | T26C    | D    | André Pilette              | 3            |
| Talbot-Lago T26C       | Ecurie Belgique            | Talbot-Lago   | Talbot 23CV 4,5 L6     | T26C    | D    | Jacques Swaters            | 6-7          |
| Talbot-Lago T26C       | Pierre Levegh              | Talbot-Lago   | Talbot 23CV 4,5 L6     | T26C    | D    | Pierre Levegh              | 3, 6-7       |
| Talbot-Lago T26C       | Eugène Chaboud             | Talbot-Lago   | Talbot 23CV 4,5 L6     | T26C    | D    | Eugène Chaboud             | 4            |
| Talbot-Lago T26C       | Duncan Hamilton            | Talbot-Lago   | Talbot 23CV 4,5 L6     | T26C    | D    | Duncan Hamilton            | 5-6          |
| Talbot-Lago T26C       | Georges Grignard           | Talbot-Lago   | Talbot 23CV 4,5 L6     | T26C    | D    | Georges Grignard           | 8            |
| Veritas Meteor         | Peter Hirt                 | Veritas       | Veritas 2,0 L6         | Meteor  | P    | Peter Hirt                 | 1            |
| Imagine                | Concurent                  | Constructor   | Motor                  | Șasiu   | Pneu | Numele pilotului           | Etape        |
| Imagine                | Concurent                  | Constructor   | Motor                  | Șasiu   | Pneu | Piloți                     |              |

Piloții și echipele private care nu și-au construit propriul șasiu și au folosit șasiurile constructorilor existenți sunt arătați mai jos.
| Concurent        | Constructor afiliat | Motor                | Șasiu  | Pneu | Piloți           | Piloți |
| ---------------- | ------------------- | -------------------- | ------ | ---- | ---------------- | ------ |
| Concurent        | Constructor afiliat | Motor                | Șasiu  | Pneu | Numele pilotului | Etape  |
| Ecurie Espadon   | Ferrari             | Ferrari 212 2,5 V12  | 212    | P    | Rudi Fischer     | 1, 6-7 |
| Graham Whitehead | Ferrari             | Ferrari 125 1,5 V12s | 125    | D    | Peter Whitehead  | 4      |
| GA Vandervell    | Ferrari             | Ferrari 375 4,5 V12  | 375 tw | P    | Reg Parnell      | 4      |
| GA Vandervell    | Ferrari             | Ferrari 375 4,5 V12  | 375 tw | P    | Peter Whitehead  | 5      |
| Francisco Landi  | Ferrari             | Ferrari 375 4,5 V12  | 375    | P    | Chico Landi      | 7      |
| Peter Whitehead  | Ferrari             | Ferrari 125 1,5 V12s | 125    | D    | Peter Whitehead  | 7      |

- Notă: Tabelele de mai sus nu includ piloții și echipele care au participat doar la cursa de Campionat Mondial de la Indianapolis.

## Calendar
Următoarele șapte Mari Premii și Indianapolis 500 au avut loc în 1951.
| 1.                                       | 2.                                  | 3.                                     | 4.                                    |
| ---------------------------------------- | ----------------------------------- | -------------------------------------- | ------------------------------------- |
| Marele Premiu al Elveției 27 mai         | Indianapolis 500 30 mai             | Marele Premiu al Belgiei 17 iunie      | Marele Premiu al Franței 1 iulie      |
| Bremgarten (S)                           | Indianapolis (P)                    | Spa-Francorchamps (S)                  | Reims-Gueux (S)                       |
| 5.                                       | 6.                                  | 7.                                     | 8.                                    |
| Marele Premiu al Marii Britanii 14 iulie | Marele Premiu al Germaniei 29 iulie | Marele Premiu al Italiei 16 septembrie | Marele Premiu al Spaniei 28 octombrie |
| Silverstone (P)                          | Nürburgring (P)                     | Monza (P)                              | Pedralbes (S)                         |
| (P) - pistă; (S) - stradă.               |                                     |                                        |                                       |

## Rezultate
| Etapa | Mare Premiu          | Pole position         | Cel mai rapid tur  | Pilotul câștigător               | Constructorul câștigător | Pneu | Lider   | Lider |
| Etapa | Mare Premiu          | Pole position         | Cel mai rapid tur  | Pilotul câștigător               | Constructorul câștigător | Pneu | Pilot   | Dif.  |
| ----- | -------------------- | --------------------- | ------------------ | -------------------------------- | ------------------------ | ---- | ------- | ----- |
| 1     | MP al Elveției       | Juan Manuel Fangio    | Juan Manuel Fangio | Juan Manuel Fangio               | Alfa Romeo               | P    | FAN     | 3     |
| 2     | Indianapolis 500     | Duke Nalon            | Lee Wallard        | Lee Wallard                      | Kurtis Kraft-Offenhauser | F    | FAN WAL | 0     |
| 3     | MP al Belgiei        | Juan Manuel Fangio    | Juan Manuel Fangio | Giuseppe Farina                  | Alfa Romeo               | P    | FAR     | 2     |
| 4     | MP al Franței        | Juan Manuel Fangio    | Juan Manuel Fangio | Juan Manuel Fangio Luigi Fagioli | Alfa Romeo               | P    | FAN     | 1     |
| 5     | MP al Marii Britanii | José Froilán González | Giuseppe Farina    | José Froilán González            | Ferrari                  | P    | FAN     | 6     |
| 6     | MP al Germaniei      | Alberto Ascari        | Juan Manuel Fangio | Alberto Ascari                   | Ferrari                  | P    | FAN     | 10    |
| 7     | MP al Italiei        | Juan Manuel Fangio    | Giuseppe Farina    | Alberto Ascari                   | Ferrari                  | P    | FAN     | 2     |
| 8     | MP al Spaniei        | Alberto Ascari        | Juan Manuel Fangio | Juan Manuel Fangio               | Alfa Romeo               | P    | FAN     | 6     |

## Clasamentul Campionatului Mondial al Piloților
Punctele au fost acordate pe o bază de 8–6–4–3–2 primilor cinci clasați în fiecare cursă, cu un punct suplimentar revenind pilotului care a stabilit cel mai rapid tur al cursei (dacă cel mai rapid tur a fost realizat de mai mulți piloți, punctul s-a împărțit egal la fiecare pilot). Punctele pentru piloții care au condus aceeași mașină au fost împărțite în mod egal, indiferent de cine a condus mai multe tururi. Doar cele mai bune patru rezultate au fost luate în considerare pentru Campionatul Mondial. FIA nu a acordat o clasificare în campionat acelor piloți care nu au obținut puncte.
| Poz. | Pilot                      | SUI  | 500 | BEL  | FRA        | GBR | DEU | ITA     | ESP  | Puncte  |
| ---- | -------------------------- | ---- | --- | ---- | ---------- | --- | --- | ------- | ---- | ------- |
| 1    | Juan Manuel Fangio         | 1P R |     | 9P R | (1)R / 11P | 2   | 2R  | AbP     | 1R   | 31 (37) |
| 2    | Alberto Ascari             | 6    |     | 2    | 2          | Ab  | 1P  | 1       | (4)P | 25 (28) |
| 3    | José Froilán González      | Ab   |     |      | (2)        | 1P  | 3   | 2       | 2    | 24 (27) |
| 4    | Giuseppe Farina            | 3    |     | 1    | (5)        | AbR | Ab  | 3R / Ab | 3    | 19 (22) |
| 5    | Luigi Villoresi            | Ab   |     | 3    | 3          | 3   | 4   | (4)     | Ab   | 15 (18) |
| 6    | Piero Taruffi              | 2    |     | Ab   |            |     | 5   | 5       | Ab   | 10      |
| 7    | Lee Wallard                |      | 1R  |      |            |     |     |         |      | 9       |
| 8    | Felice Bonetto             |      |     |      |            | 4   | Ab  | 3       | 5    | 7       |
| 9    | Mike Nazaruk               |      | 2   |      |            |     |     |         |      | 6       |
| 10   | Reg Parnell                |      |     |      | 4          | 5   |     | NS      |      | 5       |
| 11   | Luigi Fagioli              |      |     |      | 1 / 11     |     |     |         |      | 4       |
| 12   | Consalvo Sanesi            | 4    |     | Ab   | 10         | 6   |     |         |      | 3       |
| 13   | Louis Rosier               | 9    |     | 4    | Ab         | 10  | 8   | 7       | 7    | 3       |
| 14   | Andy Linden                |      | 4   |      |            |     |     |         |      | 3       |
| 15   | Manny Ayulo                |      | 3   |      |            |     |     |         |      | 2       |
| 16   | Jack McGrath               |      | 3   |      |            |     |     |         |      | 2       |
| 17   | Toulo de Graffenried       | 5    |     |      | Ab         |     | Ab  | Ab      | 6    | 2       |
| 18   | Yves Giraud-Cabantous      | Ab   |     | 5    | 7          |     | Ab  | 8       | Ab   | 2       |
| 19   | Bobby Ball                 |      | 5   |      |            |     |     |         |      | 2       |
| —    | Louis Chiron               | 7    |     | Ab   | 6          | Ab  | Ab  | Ab      | Ab   | 0       |
| —    | Rudi Fischer               | 11   |     |      |            |     | 6   | NS      |      | 0       |
| —    | André Simon                |      |     |      | Ab         |     | Ab  | 6       | Ab   | 0       |
| —    | Henry Banks                |      | 6   |      |            |     |     |         |      | 0       |
| —    | André Pilette              |      |     | 6    |            |     |     |         |      | 0       |
| —    | Robert Manzon              |      |     |      | Ab         |     | 7   | Ab      | 9    | 0       |
| —    | Johnny Claes               | 13   |     | 7    | Ab         | 13  | 11  | Ab      | Ab   | 0       |
| —    | Carl Forberg               |      | 7   |      |            |     |     |         |      | 0       |
| —    | Peter Walker               |      |     |      |            | 7   |     |         |      | 0       |
| —    | Pierre Levegh              |      |     | 8    |            |     | 9   | Ab      |      | 0       |
| —    | Philippe Étancelin         | 10   |     | Ab   | Ab         |     | Ab  |         | 8    | 0       |
| —    | Stirling Moss              | 8    |     |      |            |     |     |         |      | 0       |
| —    | Duane Carter               |      | 8   |      |            |     |     |         |      | 0       |
| —    | Eugène Chaboud             |      |     |      | 8          |     |     |         |      | 0       |
| —    | Brian Shawe-Taylor         |      |     |      |            | 8   |     |         |      | 0       |
| —    | Guy Mairesse               | 14   |     |      | 9          |     |     |         |      | 0       |
| —    | Peter Whitehead            | Ab   |     |      | Ab         | 9   |     | Ab      |      | 0       |
| —    | Franco Rol                 |      |     |      |            |     |     | 9       |      | 0       |
| —    | Jacques Swaters            |      |     |      |            |     | 10  | Ab      |      | 0       |
| —    | Paco Godia                 |      |     |      |            |     |     |         | 10   | 0       |
| —    | Bob Gerard                 |      |     |      |            | 11  |     |         |      | 0       |
| —    | Harry Schell               | 12   |     |      | Ab         |     |     |         |      | 0       |
| —    | Duncan Hamilton            |      |     |      |            | 12  | Ab  |         |      | 0       |
| —    | Joe Kelly                  |      |     |      |            | NC  |     |         |      | 0       |
| —    | Maurice Trintignant        |      |     |      | Ab         |     | Ab  | NS      | Ab   | 0       |
| —    | Henri Louveau              | Ab   |     |      |            |     |     |         |      | 0       |
| —    | George Abecassis           | Ab   |     |      |            |     |     |         |      | 0       |
| —    | Peter Hirt                 | Ab   |     |      |            |     |     |         |      | 0       |
| —    | Tony Bettenhausen          |      | Ab  |      |            |     |     |         |      | 0       |
| —    | Duke Nalon                 |      | AbP |      |            |     |     |         |      | 0       |
| —    | Gene Force                 |      | Ab  |      |            |     |     |         |      | 0       |
| —    | Sam Hanks                  |      | Ab  |      |            |     |     |         |      | 0       |
| —    | Bill Schindler             |      | Ab  |      |            |     |     |         |      | 0       |
| —    | Mauri Rose                 |      | Ab  |      |            |     |     |         |      | 0       |
| —    | Walt Faulkner              |      | Ab  |      |            |     |     |         |      | 0       |
| —    | Jimmy Davies               |      | Ab  |      |            |     |     |         |      | 0       |
| —    | Fred Agabashian            |      | Ab  |      |            |     |     |         |      | 0       |
| —    | Carl Scarborough           |      | Ab  |      |            |     |     |         |      | 0       |
| —    | Bill Mackey                |      | Ab  |      |            |     |     |         |      | 0       |
| —    | Chuck Stevenson            |      | Ab  |      |            |     |     |         |      | 0       |
| —    | Johnnie Parsons            |      | Ab  |      |            |     |     |         |      | 0       |
| —    | Cecil Green                |      | Ab  |      |            |     |     |         |      | 0       |
| —    | Troy Ruttman               |      | Ab  |      |            |     |     |         |      | 0       |
| —    | Duke Dinsmore              |      | Ab  |      |            |     |     |         |      | 0       |
| —    | Chet Miller                |      | Ab  |      |            |     |     |         |      | 0       |
| —    | Walt Brown                 |      | Ab  |      |            |     |     |         |      | 0       |
| —    | Rodger Ward                |      | Ab  |      |            |     |     |         |      | 0       |
| —    | Cliff Griffith             |      | Ab  |      |            |     |     |         |      | 0       |
| —    | Bill Vukovich              |      | Ab  |      |            |     |     |         |      | 0       |
| —    | George Connor              |      | Ab  |      |            |     |     |         |      | 0       |
| —    | Mack Hellings              |      | Ab  |      |            |     |     |         |      | 0       |
| —    | Joe James                  |      | Ab  |      |            |     |     |         |      | 0       |
| —    | Johnny McDowell            |      | Ab  |      |            |     |     |         |      | 0       |
| —    | Aldo Gordini               |      |     |      | Ab         |     |     |         |      | 0       |
| —    | Onofre Marimón             |      |     |      | Ab         |     |     |         |      | 0       |
| —    | Philip Fotheringham-Parker |      |     |      |            | Ab  |     |         |      | 0       |
| —    | David Murray               |      |     |      |            | Ab  |     |         |      | 0       |
| —    | John James                 |      |     |      |            | Ab  |     |         |      | 0       |
| —    | Paul Pietsch               |      |     |      |            |     | Ab  |         |      | 0       |
| —    | Toni Branca                |      |     |      |            |     | Ab  |         |      | 0       |
| —    | Jean Behra                 |      |     |      |            |     |     | Ab      |      | 0       |
| —    | Chico Landi                |      |     |      |            |     |     | Ab      |      | 0       |
| —    | Georges Grignard           |      |     |      |            |     |     |         | Ab   | 0       |
| —    | Birabongse Bhanudej        |      |     |      |            |     |     |         | Ab   | 0       |
| —    | Ken Richardson             |      |     |      |            |     |     | NS      |      | 0       |
| —    | Juan Jover                 |      |     |      |            |     |     |         | NS   | 0       |
| Poz. | Constructor                | SUI  | 500 | BEL  | FRA        | GBR | DEU | ITA     | ESP  | Puncte  |

| Legendă      | Legendă                                            |
| Culoare      | Rezultat                                           |
| ------------ | -------------------------------------------------- |
| Auriu        | Câștigător                                         |
| Argintiu     | Locul 2                                            |
| Bronz        | Locul 3                                            |
| Verde        | Alte locuri care punctează                         |
| Albastru     | Alte locuri                                        |
| Albastru     | Nu s-a clasat, dar a terminat cursa (NC)           |
| Purpuriu     | A abandonat cursa (Ab)                             |
| Negru        | Descalificat (DSC)                                 |
| Alb          | Nu a luat startul (NS)                             |
| Roșu         | Nu s-a calificat (NSC)                             |
| Fără culoare | Retras înainte de calificări (Ret)                 |
| Fără culoare | Exclus (EX)                                        |
| Fără culoare | Nu a participat (celulă goală)                     |
| Adnotare     | Însemnătate                                        |
| P            | Pole position                                      |
| R            | Cel mai rapid tur                                  |
| (6)          | Rezultatul nu a fost luat în considerare pentru CM |
| 1            | A împărțit mașina cu unul sau mai mulți piloți     |

## Curse neincluse în Campionatul Mondial
Aceste curse, deși s-au desfășurat tot în anul 1951, nu au contat în clasamentul Campionatului Mondial.
| Nume                       | Nume oficial                   | Circuit           | Dată          | Câștigător                 | Constructor   | Detalii |
| -------------------------- | ------------------------------ | ----------------- | ------------- | -------------------------- | ------------- | ------- |
| Marele Premiu al Siracuzei | I Gran Premio di Siracusa      | Siracuza          | 11 martie     | Luigi Villoresi            | Ferrari       | Detalii |
| Marele Premiu Pau          | XII Pau Grand Prix             | Pau               | 26 martie     | Luigi Villoresi            | Ferrari       | Detalii |
| Trofeul Glover             | III Richmond Trophy            | Goodwood          | 26 martie     | Prince Bira                | Maserati      | Detalii |
| Marele Premiu San Remo     | VI Gran Premio di Sanremo      | Ospedaletti       | 22 aprilie    | Alberto Ascari             | Ferrari       | Detalii |
| Marele Premiu Bordeaux     | I Grand Prix de Bordeaux       | Bordeaux          | 29 aprilie    | Louis Rosier               | Talbot-Lago   | Detalii |
| Trofeul Internațional BRDC | III BRDC International Trophy  | Silverstone       | 5 mai         | Reg Parnell                | Ferrari       | Detalii |
| Marele Premiu al Parisului | V Grand Prix de Paris          | Bois de Boulogne  | 20 mai        | Giuseppe Farina            | Maserati      | Detalii |
| Trofeul Ulster             | V Ulster Trophy                | Circuitul Dundrod | 2 iunie       | Giuseppe Farina            | Alfa Romeo    | Detalii |
| Marele Premiu al Scoției   | I Scottish Grand Prix          | Winfield          | 21 iulie      | Philip Fotheringham-Parker | Maserati      | Detalii |
| Marele Premiu al Olandei   | II Grote Prijs van Nederland   | Zandvoort         | 22 iulie      | Louis Rosier               | Talbot-Lago   | Detalii |
| Marele Premiu Albigeois    | XIII Grand Prix de l'Albigeois | Albi              | 5 august      | Maurice Trintignant        | Simca-Gordini | Detalii |
| Cupa Acerbo                | XX Circuito di Pescara         | Pescara           | 15 august     | José Froilán González      | Ferrari       | Detalii |
| Marele Premiu Bari         | V Gran Premio di Bari          | Bari              | 2 septembrie  | Juan Manuel Fangio         | Alfa Romeo    | Detalii |
| Trofeul Goodwood           | IV Goodwood Trophy             | Goodwood          | 29 septembrie | Giuseppe Farina            | Alfa Romeo    | Detalii |